# Trianguloscalpellum weltnerianum
Trianguloscalpellum weltnerianum is een rankpootkreeftensoort uit de familie van de Scalpellidae. De wetenschappelijke naam van de soort is voor het eerst geldig gepubliceerd in 1911 door Pilsbry.